# OPEN小將

Open小將在7-ELEVEN廣告中的畫面

7-Eleven內的OPEN小將掛鐘（攝於台北·征唐門市）

OPEN小將（日语：／ Ōpun chan */?）是台灣的7-ELEVEN超商形象代言玩偶（吉祥物），另有一系列相關人物和設定背景。由台灣7-ELEVEN經營業者統一超商委託日本電通設計。如今常用於台灣7-ELEVEN的平面宣傳與廣告上，並有一系列週邊商品。

## 角色設定
- OPEN小將（宇宙小狗）(OPENちゃん)：一系列角色設定中的主角。出生於OPEN星球（火箭朝7點鐘方向，飛行11天的地方），生日為2005年7月11日（象徵7-ELEVEN），血型O型，身高是四個御飯糰高，體重是二個鳳梨重，喜歡的食物是鳳梨和御飯糰，好奇心旺盛，能和任何人成為好朋友，願望是在OPEN星球開一家7-ELEVEN。他的寶物為從他奶奶那邊拿到的OPEN魔法棒，OPEN魔法棒可以施展許多魔法，例如召喚物品、把東西打開，從OPEN小將的頭冠可以知道他的心情，頭冠的顏色也是7-11的招牌顏色-紅、綠和橘，五週年時將頭冠顏色改成綠、紅、藍，外型可愛而獲得大家的喜愛。
- OPEN-Z（未來機器人），是OPEN小將為了永遠保護地球而用OPEN!魔法創造出來的!總是充滿著正義感，目標是成為飛翔於天空的地球守護者!最喜歡在上空飛行巡邏尋找需要幫助的人。不過因為對地球文化還不夠了解，常常不小心幫了倒忙。
- 小竹輪（天竺鼠）(ちくわ) ：OPEN小將最好的朋友，生日本來是為11月7日，但聽說是和LOCK小醬同一天後就決定把生日改成7月12日了[1]，尾巴是關東煮的形狀，喜歡吃關東煮，烹飪的功夫很好，願望是當一個廚師。
- 小桃（可卡狗）(モモ) 生日3月3日：是一隻超可愛的粉紅色可卡狗，很有錢，愛吃水蜜桃。在看到OPEN小將的第一眼後便開始暗戀他，願望是成為OPEN小將的新娘，一起住在很大的城堡。
- 條碼貓（貓）(バー子) ：住在7-ELEVEN旁的野貓，雌性。夢想是能夠找到一位好主人，喜歡喝7-11的牛奶，討厭狗，但OPEN小將會餵牠食物，所以喜歡和OPEN小將一起玩。
- 王店長：7-ELEVEN的店長，愛交朋友，親切友善，OPEN小將憧憬的對象，喜歡店長的顧客很多。
- 鳳梨頭：7-ELEVEN的顧客，夢想是成為醫生，喜歡和OPEN小將聊天，對紅豆一見鍾情，深夜常去7-ELEVEN買包子。
- 阿福：7-ELEVEN擔任商品搬運人員，夢想成為一位F1賽車手，容易受到物以稀為貴的誘惑。
- 豆花：7-ELEVEN的打工學生，夢想是開一間華麗的咖啡店，是個開朗喜歡運動的女孩，OPEN小將的UFO降落時就是她發現的。
- 紅豆：女高中生，喜歡趕流行、音樂，夢想是成為一位造型師，想把OPEN小將作為她的寵物。
- LOCK小醬（宇宙小狗）(LOCKちゃん) ：出生於LOCK星球，生日是11月7日，身邊跟著小肉粽。擁有OPEN魔法相反的「LOCK魔法」，會把所有的東西都鎖起來，性格傲嬌。
- 小肉粽（天竺鼠）(ちまき)：LOCK小醬的跟班，曾受LOCK小醬幫助因此傾心於LOCK小醬。非常討厭小竹輪，每當LOCK小醬被施予OPEN魔法性格大變後，會帶LOCK小醬離開。
- Please美眉（宇宙小狗）(プリーズちゃん) ：生日2月14日，血型O型，身高是5個馬克杯高，體重是100顆方糖和3大匙咖啡牛奶重，擅長魔法是變身，OPEN小將的妹妹，為了到臺灣找哥哥也搭乘飛碟來到地球，但是飛碟不小心迷路掉落在日本東京，目前以女子高中生身分生活。喜歡明星、甜食以及角色扮演(cosplay)。
- 小螺絲鼠（天竺鼠），螺絲鼠。
- 轉轉飛（機器人），螺旋槳機器人。
- 栗栗貓（貓），栗色的小貓。
- Secret酷莓（宇宙小狗）(シークレットちゃん)：生日3月14日，LOCK小醬的妹妹，與Please美眉一樣有變身成高中女生的樣子和能力，身高體重都是秘密，喜歡的食物是烤馬鈴薯以及藍莓，目前人在日本東京。[2]似乎是左撇子。
- 小芋頭鼠（天竺鼠），外型近似小芋頭的小老鼠。
- P助君（機器人），超級迷你蝙蝠機器人。

## 歷史

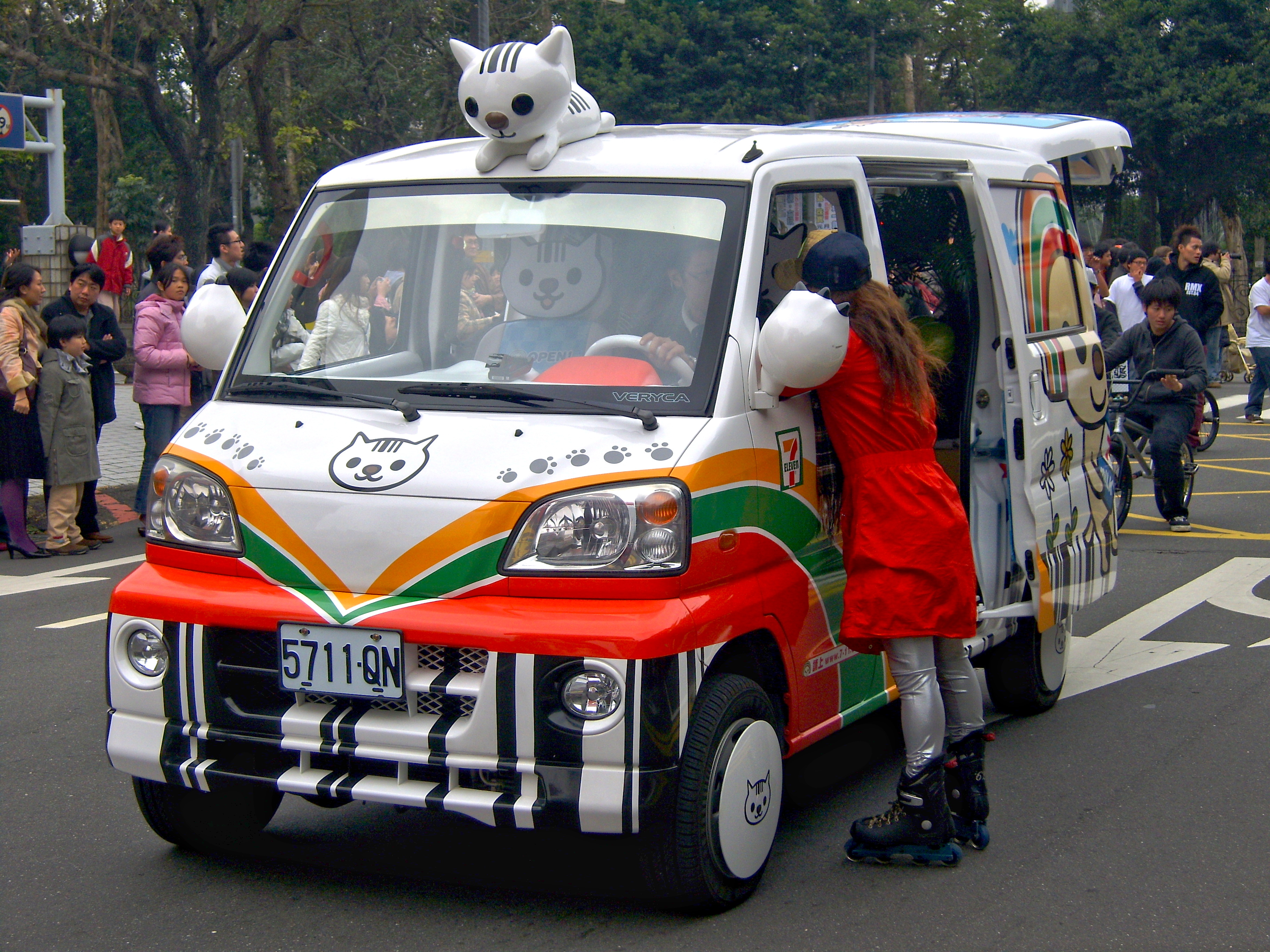
OPEN小將家族條碼貓彩繪車

OPEN小將的首次公開，是在2005年7月1日統一超商召開的OPEN小將發表會上。在會上，統一超商總經理徐重仁描述有關OPEN小將的設定緣由：「Open」代表對任何人、事、物皆能敞開心胸看待、樂觀進取快樂生活的含意，小狗的樣貌則像徵7-ELEVEN希望達到的友善、守望相助的精神。

而在正式公開之後，OPEN小將的標語隨著出現在台灣7-ELEVEN的店口海報：「打開你的全新生活，OPEN！」一系列與Open小將有關的活動由此開始。
- 2006年7月11日，台灣7-ELEVEN於臺北市士林區基河路開設「OPEN小將門市」（官方網站及發票上所標明的門市名稱則為「OPEN門市」，此門市已結業），OPEN小將也從7-ELEVEN的實習生升職為正式店員。
- 2006年9月，統一超商推出OPEN小將造型宣傳車，作為新開幕門市宣傳使用。
- 2008年，台灣7-ELEVEN的店口海報改為「Always OPEN！」。
- 2008年2月，中華職棒統一獅隊更名為統一7-ELEVEN獅隊，因此OPEN小將家族（Open小將、小桃、小竹輪、條碼貓）與既有的萊恩一起成為該隊的吉祥物。[3]
- 2008年5月28日，與高雄統一夢時代購物中心合作，推出OPEN小將高雄捷運接駁車。
- 2008年7月2日，OPEN PLAZA門市在全國192家7-ELEVEN開張。以OPEN小將新畫風—粉彩療癒系的風格登場的設計，當中OPEN小將徜徉在藍天白雲草地間；商品種類有文具、用品、衣服等70多項OPEN小將專屬商品，每隔2-3個月還會推出新品。[4]
- 2008年7月29日，OPEN小將第一張音樂專輯「Always OPEN Your Heart」正式發售，其中有五月天與強辯樂團等作詞作曲與拍攝MV的協助。
- 2008年12月10日，高雄捷運公司與統一超商主題人物「OPEN將」合作，推出「OPEN小將高雄捷運卡」，是首次授權主題儲值卡；12月20日在高雄捷運紅橘兩線各車站服務台發售。[5]
- 2010年7月10日，首度在高雄統一夢時代開OPEN KITCHEN魔法主題餐廳，還將進駐統一阪急台北店開PLAZA商品店
- 2012年2月6日，在第63屆札幌雪祭展出高3-4米的冰雕，象徵向日本邁進。
- 2012年7月11日，公佈新角色「Secret酷莓」（Secretちゃん）的加入[6]；並為八位主要角色建立臉書粉絲團。
- 2022年12月17日，因2019冠狀病毒病疫情而停辦兩年的大氣球遊行恢復舉辦[7]。遊行結束時不慎遇到狂風導致OPEN將被風刮跑[8]，相關影片流傳於網路，成為網絡迷因。事後於OPEN將的氣球殘骸於高雄市大寮區被尋獲[9]。

## OPEN小將原創故事簡介
繪本篇
這個故事是敘述OPEN小將從他的家鄉一個名叫OPEN星球的地方，來到台灣，和台灣的朋友們從相遇到熟識的故事。
- 第一話「相遇的魔法」：內容敘述OPEN小將的UFO從天空墜落，幸運地被7-ELEVEN店員豆花小姐救助的故事。
- 第二話「愛情的魔法」：內容敘述在台灣街上的一家鳳梨酥店，OPEN小將遇見了正愁容滿面的小桃小姐，OPEN小將用魔法幫助小桃小姐解決了困難並萌生愛苗的故事。
- 第三話「創意的魔法」：內容敘述OPEN小將如何用魔法，幫助他的粉絲在7-ELEVEN擔任商品搬運人員的阿福，讓他的創意得以實現的故事。
- 第四話「心情暖烘烘魔法」：內容敘述OPEN小將幫助小松鼠一家人找新家，並用暖烘烘魔法，度過寒冬的故事。
- 第五話「輕飄飄魔法」：內容描述OPEN小將、小桃、小竹輪和條碼貓在準備聖誕節組一個迷你音樂會，OPEN小將利用輕飄飄魔法落下雪花，伴和優美的歌聲，溫暖觀眾的心的故事。
- 第六話「祈福鐘的魔法」：內容描述鼠年無法回家的小竹輪，OPEN小將變出了一個大鐘，讓小竹輪實現他的願望的故事。
- 第七話「禮物的魔法」：內容描述2008/7/11是OPEN小將的三歲生日，大家準備一個生日棒球比賽，得到冠軍獎盃讓OPEN小將開心的故事。
- 第八話「聖誕魔法」：內容敘述LOCK小將把聖誕襪「LOCK」的故事。
- 第九話「藍色沙灘的魔法」：敘述四歲生日音樂會的情形。
- 第十話「OPEN TRAIN的魔法」：內容描述聖誕節時，大家都想要世界僅有一台的列車模型，OPEN小將用魔法解決眾人爭吵的故事。

番外繪本
- 番外篇1「OPEN小將的大冒險-SEVEN SEA PARADISE」：描述OPEN小將遊七海的故事。

OPEN! COMIC
此為LOCK與OPEN的打情罵俏，非常可愛。
- 第一話「OPEN小將」：描述三歲生日LOCK小將的登場，逗趣。（OPEN小將的對手出現了？LOCK小將到底是何許人也？）
- 第二話「新秀選拔賽！」：描述LOCK小將與小桃參加女選拔大賽。（OPEN家族去參加新秀選拔賽！最後獲勝的是誰？）
- 第三話「心跳的遊樂園約會」：描述選拔得到遊樂園入場券兩張，但是有小桃、LOCK以及OPEN的故事。（小桃一顆動搖的少女心...是選OPEN小將？還是LOCK小將？到底誰是心上人？）
- 第四話「颱風之後」：描述LOCK小將將天空變為暴風雨，以及讓一般商店變為7-11的故事。（用LOCK魔法、小肉粽處於危機狀況！請救救她、OPEN小將！怎麼辦呢、LOCK小將！）
- 第五話「美味麵包的做法」：描述LOCK小將LOCK的麵包，使小女孩哭泣，OPEN因而自己做麵包的故事。（用OPEN魔法也不能解決？...。別灰心、加油！OPEN小將！）
- 第六話「LOCK小將的秘密日記」：描述小肉粽偷看LOCK小將的秘密日記。（LOCK小將要公開他的日記？！隱私的祕密，馬上...就要...公開嘍！）

## OPEN小將公仔
- 第一代   OPEN小將療癒系午安抱枕超柔軟特A級棉充填，搭配OPEN小將趴式動作及惹人憐愛表情，2006年詢問度最高之人氣商品，限量10,000組。發行日期：2006/04/12
- 第二代   療癒系香氛午安抱枕OPEN小將把雲朵變成柔軟抱枕，還加入淡淡的薰衣草香氛！有兩款顏色。發行日期：2007/07/04
- 第一代迷你版  OPEN將滑鼠護腕滿39元加價89元送OPEN將滑鼠護腕1個。發行日期：2007/12/05
- OPEN小將慰療系頭枕組（open小將版+小桃版）柔柔的頭枕+眼罩！陪你好好眠！內含貼心小袋，可自行放進暖暖包，後頸更輕暖喔！發行日期：2008/02/27
- OPEN統一獅棒球公仔OPEN小將首度棒球裝造型登場慶生！首創與統一獅隊形象結合的OPEN小將公仔，高20公分。 發行日期：2008/07/02
- OPEN魔法娃娃3歲生日發行，包含OPEN小將。小竹輪。小桃和條碼貓，有20公分高。 發行日期：2008/07/02

## OPEN YOUR DREAM 跨年大氣球遊行
- 1st2006年12月31日地點：臺北市信義計畫區
- 2nd2007年12月30日地點：臺北市信義計畫區[10]
- 3rd2008年12月27日地點：高雄市時代大道
- 4th2009年12月27日地點：高雄市時代大道
- 5th2010年12月25日地點：高雄市時代大道
- 6th2011年12月4日地點：高雄市時代大道
- 7th2012年12月9日地點：高雄市時代大道
- 8th2013年12月14日地點：高雄市時代大道
- 12th2017年12月16日地點：高雄市時代大道
- 15th2022年12月17日地點：高雄市時代大道
- 17th2024年12月8日地點：高雄市時代大道

## 相關的促銷活動
配合2006年7月11日Yahoo!奇摩首頁改版，七月初的Yahoo! 奇摩改版成一個Open小將的主題。
2006～2009年Yahoo奇摩在7月11日前夕會開放網頁列印茶葉蛋兌換券（兌換時間限7月11日早上7點到23點59分）。

## 外部連結
- OPEN小將官方網站（页面存档备份，存于）
- OPEN小將的Facebook專頁
- 7-ELEVEN OPEN小將 魔法世界（页面存档备份，存于）
- OPEN小将的魔法世界的新浪微博
- open_chan711的Instagram帳戶